# 534

## Събития

### Византия
- 1 януари – Децим Теодор Паулин е назначен за консул (последният назначен на такава служба в Запада)
- 16 ноември – публикувана е втора и последна версия на Кодекса на Юстиниан (Codex Justinianus)
- Гелимер се предава на Византийския военачалник Белизарий след като прекарва в мизерия зимата в Нумидийските планини. Вандалското кралство в Северна Африка се разпада и провинциите се връщат в състава на Византия.
- Малта става Византийска провинция (до 870)

### Европа
- Толедо става столица на Вестготите в Испания
- Франкските крале Котар I и Хилдеберт I свалят от власт Годомар, кралят на бургундите и слагат край на Бургундското кралство
- Синрик става крал на Уесекс
- Теодахад става крал на остготите

## Родени
- Талиесин, уелски поет (годината е приблизителна)
- Императрица Лиу Дзингян
- Император Минг от династията Северна Джоу

## Починали
- Хилвуд, славянски вожд
- 2 октомври – Аталарих, крал на остготите